# Genètica de pelatges dels cavalls

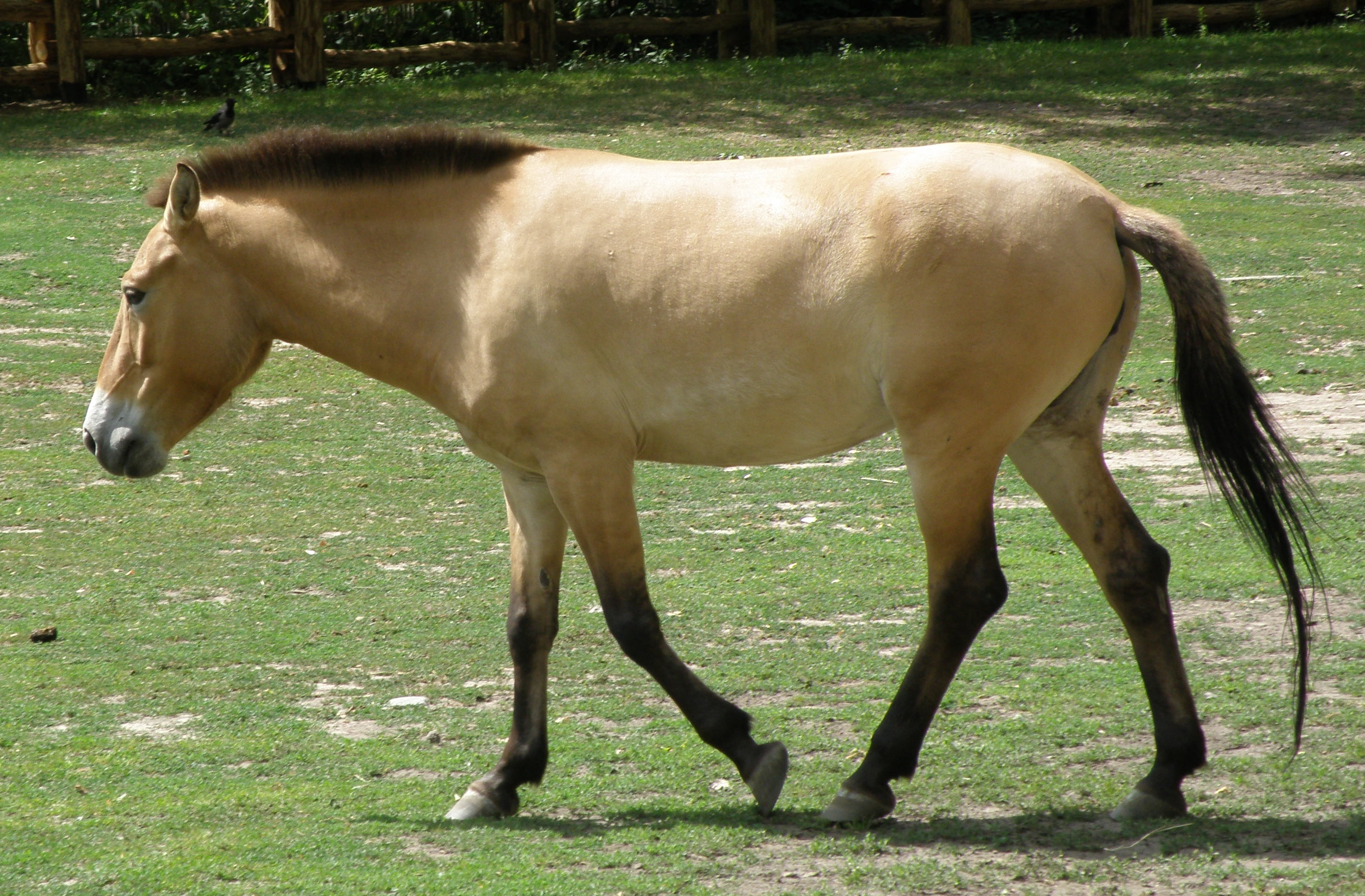
Hom creu que, abans de la domesticació, el pelatge dels cavalls era semblant al del cavall de la imatge, un cavall de Przewalski

La genètica dels pelatges determina el color d'un cavall. Hi ha molts tipus de pelatges, però tots estan produïts per un nombre reduït de gens.
Els pelatges bàsics es formen a partir dels gens "extensió" (E) i "agutí" (A). Els pelatges diluïts resulten de l'acció dels gens de dilució sobre els pelatges bàsics. Finalment, hi ha gens que provoquen pelatges que segueixen un patró quan actuen sobre els pelatges anteriors.
També hi ha gens que determinen les marques blanques singulars.

## Conceptes fonamentals i terminologia
La genètica dels pelatges equins tal com s'entén actualment es basa en les aportacions de la desaparescuda Dra.Ann T.Bowling de la Universitat de Califòrnia, Davis i el Dr. Phillip Sponenberg de l'Institut Politècnic de Virginia. Tots els aspectes genètics sobre els colors dels cavalls comencen amb un sol gen - el gen "extensió" (E)- que determina si un pelatge és "roig" o "no-roig". Altres gens, quan s'afegeixen a aquest primer citat, provoquen tots els pelatges restants.
Els al·lels responsables del color afecten la melanina, el pigment que dona color als pèls. Hi ha dues menes de melanina: la feomelanina (de color rogenc o groguenc) i l'eumelanina (de color negre o bru). En els mamífers, tots els gens de color actuen sobre la producció o distribució d'aquests dos pigments. Els al·lels que afecten els melanòcits (cèl·lules pigmentàries) no modifiquen els pigments en si mateixos però, modificant la distribució d'aquestes cèl·lules, produeixen zones de pell despigmentada que es corresponen amb àrees de pèls blancs.
Les característiques que es poden heretar es transmeten, codificades, mitjançant una substància anomenada ADN que es troba en gairebé totes les cèl·lules d'un organisme. L'ADN s'emmagatzema en estructures dites cromosomes. Quasi tots els cromosomes estan aparellats : un cromosoma per cada progenitor. La ubicació d'un gen en un cromosoma s'anomena locus. Les variants dels gens són els al·lels.
Els termes al·lels i modificadors s'usen indistintament, ja que indiquen el mateix. Un al·lel representat per una lletra majúscula és un tret dominant. Una lletra minúscula indica un tret recessiu. Les cèl·lules sexuals provenen de la meiosi i només tenen la meitat de cromosomes. En els descendents cada gen està format per un al·lel del pare i un de la mare. Si un individu té dues còpies del mateix al·lel en un gen determinat s'anomena homozigòtic per a aquell gen. Si els al·lels són diferents és heterozigòtic per a aquell gen.
Un tret recessiu cal que sigui homozigòtic perquè s'expressi. Un tret dominant s'expressa tan si és homozigòtic com heterozigòtic.
Un cavall homozigòtic, en tenir dos al·lels iguals, en passarà sempre una còpia als descendents. Un cavall heterozigòtic té dos còpies diferents i en pot passar una o l'altra.

## Gen "extensió"

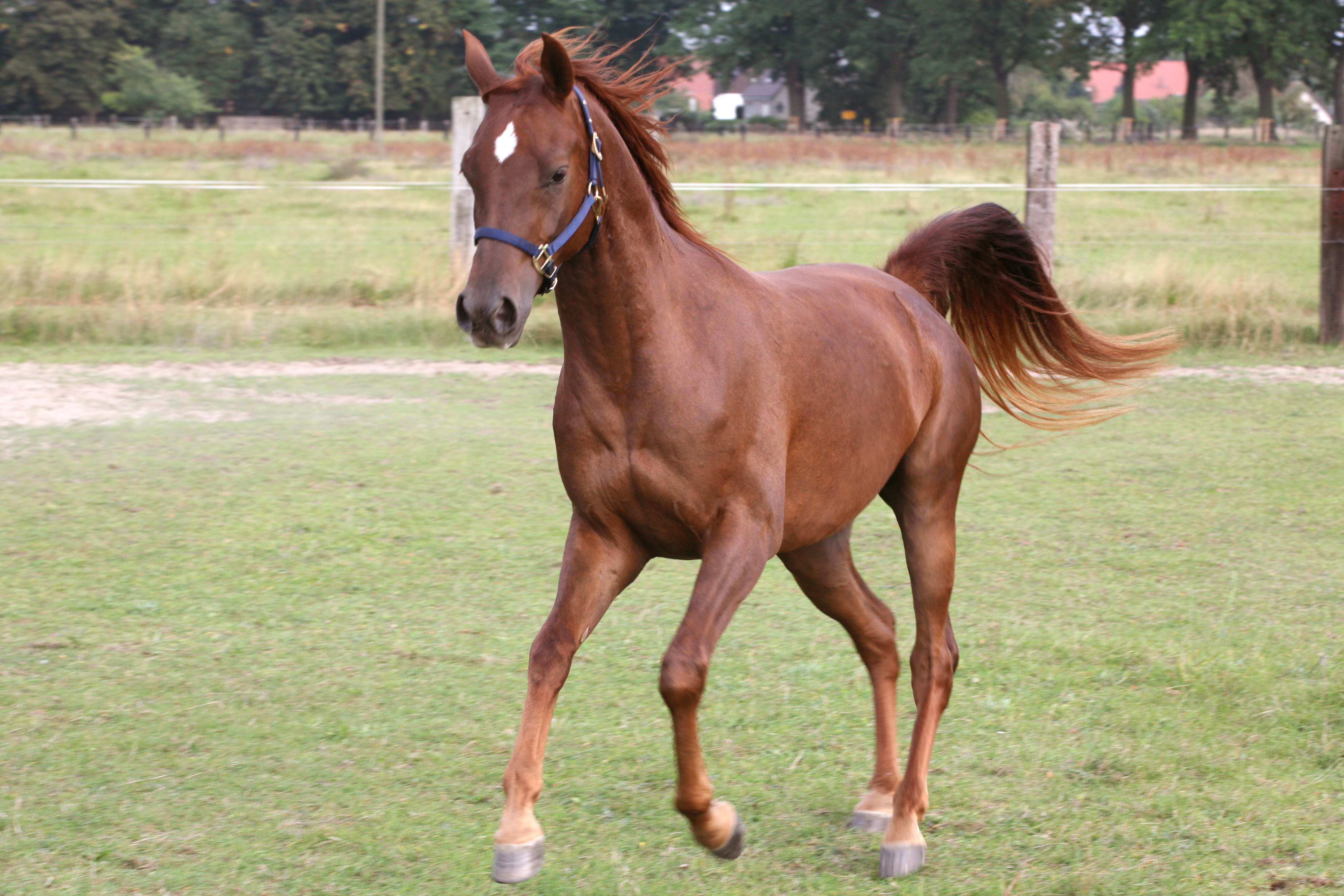
Cavall de pelatge alatzà, amb dos al·lels e. (Genotip ee).

El gen "extensió" determina si pot formar-se pigment negre en els pèls. Es representa per la lletra E. Hi ha dos al·lels possibles :
- E (dominant)
- e (recessiu)

En un cavall els gens extensió possibles són tres, per combinació dels al·lels anteriors :
- EE
- Ee
- ee

Els gens EE, Ee poden formar pigment negre als pèls. Impliquen pelatges "no-roigs".
El gen ee no pot formar pigment negre als pèls. Determina un pelatge "roig" en absència d'altres modificadors.". L'al·lel e s'anomena també "factor roig" i pot ser detectat mitjançant una prova d'ADN.
El locus extensió està ocupat pel gen "receptor de melacortina 1" (en anglès Melacortin-1-receptor, MC1R) que codifica la proteïna del mateix nom. La proteïna MC1R es troba a la membrana dels melanòcits. Aquesta proteïna té la capacitat de respondre a una hormona produïda pel cos que es troba a l'exterior de les cèl·lules (hormona "alfa-estimuladora dels melanòcits",α-MSH) i provocar la producció d'eumelanina a l'interior dels melanòcits. En absència de l'hormona els melanòcits només produeixen pigment roig (feomelanina).
Algunes variacions del gen MC1R en els humans provoquen pèl roig, pèl ros, pell blanca i una gran sensibilitat a la radiació solar amb risc de melanomes.
Polimorfismes similars del MC1R causen pelatges roigs o diluïts en ratolins, bovins, i gossos, entre altres mamífers.
El primer que va suggerir el paper del MC1R en el pelatge dels cavalls fou Stefan Adalsteinsson, l'any 1974.
Investigadors de la Universitat d'Uppsala, a Suècia, identificaren una mutació no-sinònima en el gen MC1R que provocava la producció de proteïna MC1R no-funcional. Sense proteïna MC1R funcional no es pot produir eumelanina als melanòcits amb el resultat de pelatges mancats de pigment negre. Els cavalls heterozigòtics podien produir pigment negre i la mutació fou anomenada "e" o Ee. L'al·lel salvatge o normal es designa per E, o a vegades E+ o EE.
| locus E |            |            |
| X       | E          | e          |
| E       | EE no-roig | Ee no-roig |
| e       | Ee no-roig | ee roig    |

### Fenotipus del gen extensió
- EE

Tipus salvatge, dominants homozigòtics. L'exterior dels cavalls EE pot ser negre, bru, castany o el dels pelatges diluïts corresponents als anteriors. Sempre transmeten una còpia E als descendnets.
- Ee

Tipus salvatge, heterozigòtics. L'exterior dels cavalls Ee és igual al dels cavalls anteriors. Poden transmetre còpies E i e als descendents. Estudis recents semblen demostrar que les tonalitats més clares correspondrien als cavalls heterozigòtics, mentre que les més fosques serien homozigòtiques.
- ee

Tipus recessiu homozigòtic. L'exterior dels cavalls ee és alatzà o el dels pelatges diluïts corresponents. Sempre transmenten una còpia e als descendents. En alguns pelatges diluïts la pell dels pollins pot ser rosada i els ulls blaus, però en pocs dies desapareixen aquests trets i, en cavalls adults, els ulls i la pell no són afectats pels al·lels ee. No hi ha defectes de salud associats amb ee.

## Gen "agutí"

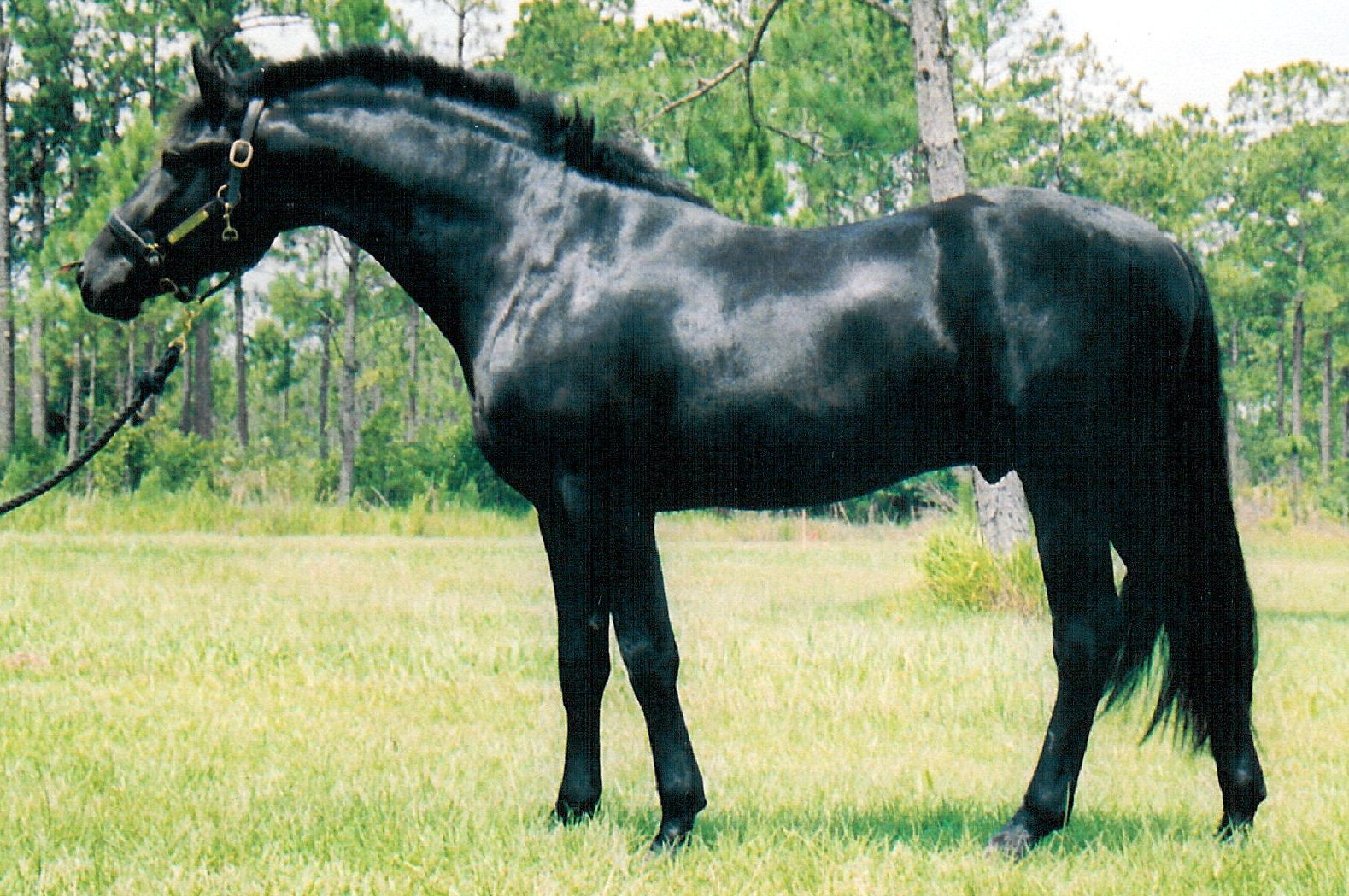
Cavall de pelatge negre. El seu genotip és aa, sense cap al·lel agutí restrictiu en la distribució d'eumelanina

El gen agutí controla la distribució del pigment negre en els pelatges que tenen eumelanina en els pèls. No té cap efecte sobre els cavalls roigs.
Hi ha tres al·lels a considerar :
- A, l'al·lel agutí normal
- At, l'al·lel agutí que produeix els pelatges bruns en els cavalls ("seal brown")[14]
- a, al·lel que indica absència del modificador agutí

L'al·lel A és dominant sobre At i a.
At és dominant sobre a i recessiu envers A.
El locus agutí està ocupat pel gen "pèptid assenyalador agutí" (Asip), que codifica la proteïna del mateix nom (ASIP). Aquest pèptit és una molècula indicadora de paracrina que competeix amb l'hormona alfa estimuladora de melanòcits (α-MSH) per les proteïnes MC1R. El receptor MC1R depèn de l'hormona α-MSH per a aturar la producció de feomelanina i començar la producció de l'eumelanina.
En moltes espècies hi ha un procés de contactes successius entre el bloc ASIP i l'hormona α-MSH o amb el receptor MC1R, de la qual cosa resulta una producció alternada d'eumelanina i feomelanina. Els pèls tenen bandes alternades fosques i clares.
En altres espècies el bloc Asip està regulat i només actua en certes parts del cos. La zona ventral més pàl·lida de molts mamífers és deguda a una acurada acció controlada de l'ASIP. En ratolins dues mutacions agutí són les responsables de pelatges groguencs i obesitat, així com altres defectes de salut. En moltes espècies en el locus agutí se situen mutacions responsables de pelatges "amb zones clares" (musell i zona ventral).
En cavalls normals el gen agutí restringeix la producció d'eumelanina als "extrems" o "puntes" del cavall : potes, crinera, cua, vora de les orelles,...L'any 2001 fou descoberta una mutació agutí que, quan era homozigòtica, deixava el cavall sense ASIP. En conseqüència, els cavalls capaços de produir pigment negre mostraven un pelatge negre uniforme. En data més recent un laboratori ofereix una prova de verificació de l'al·lel At. Caldrà veure el resultat de noves investigacions.

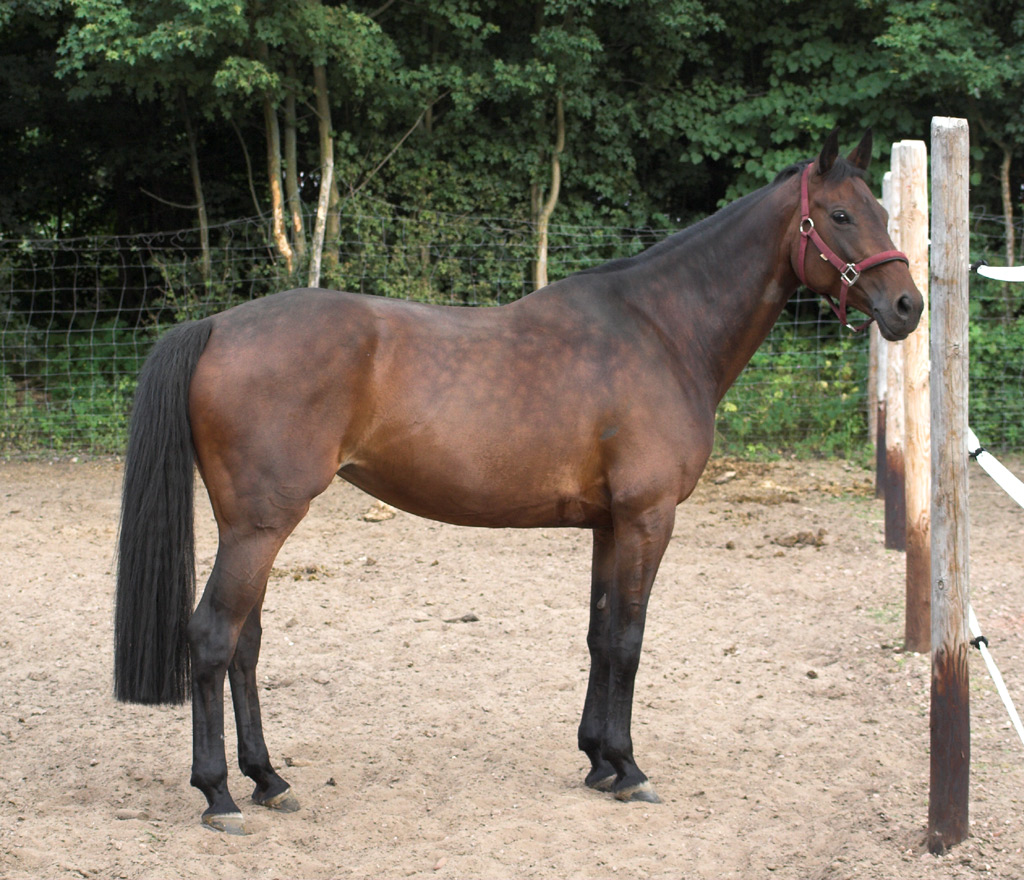
Cavall castany: els cavalls castanys tenen els pèls del cos castanys i les crins negres. Amb genotip E_A_

### Fenotipus agutí
Hi ha tres al·lels agutí : A, At, a. Tots els cavalls en el locus agutí tenen un al·lel heretat de l'estaló i un al·lel heretat de l'egua. Amb tres al·lels possibles les combinacions per parelles es poden confirmar amb la taula o quadrat de Punnet
Hi ha sis casos possibles de parelles d'al·lels:
- A/A; tipus salvatge homozigòtic; amb un al·lel E donen pelatge castany o diluïts corresponents
- A/At; tipus salvatge heterozigòtic; amb un al·lel E donen pelatge castany o diluïts corresponents
- A/a; tipus salvatge heterozigòtic; amb un al·lel E donen pelatge castany o diluïts corresponents
- At/At; provoquen el pelatge bru
- At/a; provoquen el pelatge bru
- a/a; homozigòtic recessiu; combinats amb un al·lel E donen pelatges negres i diluïts corresponents (negre-fumat, pèl de rata…)

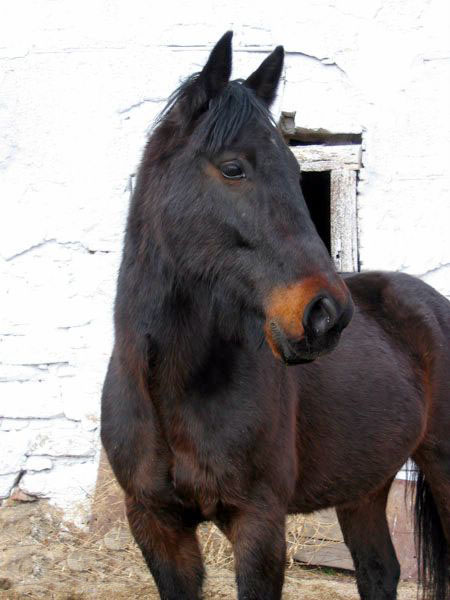
L'al·lel A^{t} és el responsable del pelatge bru ("seal brown" en anglès.

## Gens de dilució
Els gens de dilució, quan actuen sobre els pelatges principals, provoquen pelatges de tonalitat més clara. És freqüent parlar de dilucions i de pelatge diluïts.

### Crema
El gen crema és responsable de la dilució crema. Dilueix els pigments negre i roig de la pell, pèls, crins, ulls i unglots de forma diferent quan és heterozigòtic o homozigòtic.
Hi ha dos al·lels que es representen per CCr i C (Per comoditat també s'indiquen Cr, cr. Cr significa un al·lel crema. En minúscula, cr, un al·lel no-crema).
Un únic al·lel crema gairebé no dilueix el pigment negre, però converteix els pèls roigs en daurats i les crins roges en blanques. Dos al·lels crema dilueixen la pell a una tonalitat d'ivori, els pèls a un blanc trencat i les crins negres a un color blanc rogenc. Els ulls passen a un color blau.
La presència o absència d'al·lels crema pot verificarse en laboratoris mitjançant una prova d'ADN.
En relació amb la dilució crema els cavalls poden ser :
- cr/cr (C/C) tipus "normal" o salvatge homozigòtic. No implica cap dilució crema.

- Cr/cr (CCr/C) crema heterozigòtic. Responsable dels pelatges simple-diluïts crema : negre-fumat, bru-fumat, falb-crema, palomino.

- Cr/Cr (CCr/CCr) crema homozigòtics. Responsable dels pelatges doble-diluïts crema : negre-crem, bru-crem, perlí, crem. (Cal recordar que una cosa és la dilució "crema" i una altra el pelatge "crem").

### Dun

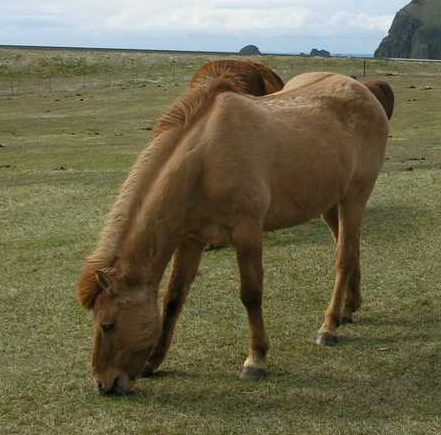
Cavall islandès de pelatge roig-dun

El gen dun és el responsable de la dilució dun i els pelatges diluïts dun. Es representa per la lletra D. Els dos al·lles possibles (D, d) determinen tres genotips possibles en cada cavall :
- dd; no hi ha dilució dun
- Dd; dilució dun heterozigòtica
- DD; dilució dun homozigòtica

Actua de manera similar tant en foma heterozigòtica com homozigòtica. (Això es representa com D_).
Sobre els pelatges bàsics provoca els pelatges diluïts dun següents :
- pèl de rata (pelatge gris uniforme; cua i crinera negres; ratlla de mula dorsal negra; zebradures a les potes)
- bru-dun (semblant a l'anterior amb musell i bragada de tonalitat rogenca)
- falb-dun (o castany-dun) (cos groguenc; cua i crinera negres; ratlla de mula negra dorsal; zebradures a les potes)
- roig-dun (baig?) (cos rogenc clar; cua i crinera rogenques o clares; ratlla de mula rogenca, més fosca que el cos; zebradures a les potes)

En tots els casos anteriors el pelatge del cos és de tonalitat més clara que el pelatge bàsic "de base". La dilució no afecta la ratlla o veta dorsal, que destaca sobre el color del cos. Hi ha zebradures a les potes entre la part diluïda i la part més baixa no-diluïda.
En algunes races hi ha una prova de verificació indirecta de la dilució d'un en un cavall
.

### Argentat

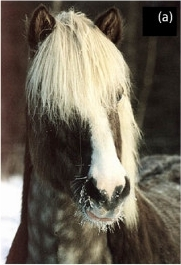
Cavall negre-argentat mostrant les crins molt blanques i diluïdes, amb arrels més fosques; i un pelatge gris fosc amb rodadures

El gen argentat (en anglès "Silver dapple gene") és el responsable de la dilució argentada i dels pelatges diluïts argentats. Es troba en el cromosoma 6, en el gen PMEL17, i es designa amb la lletra Z.
El gen PMEL17 està relacionat amb la producció de l'eumelanina, el pigment negre. Els mecanismes de la dilució no es coneixen amb precisió però els efectes estan ben determinats. El pigment negre passa a una tonalitat grisa argentada o grisa. El pigment roig no es modifica per la dilució argentada. Però els pelatges alatzans i diluïts derivats poden ser portadors i transmisors de la dilució, encara que no siguin modificats per aqueixa.

Des del punt de vista de la dilució argentada un cavall pot ser :
- zz; no hi ha dilució argentada
- Zz; hi ha dilució argentada heterozigòtica
- ZZ; hi ha dilució argentada homozigòtica

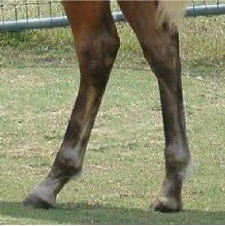
Els extrems d'un cavall castany són negres. En el cas de la figura, un castany-argentat, mostren un aspecte diluït

Els quatre pelatges bàsics, quan són portadors d'al·lels argentats, es transformen de manera diferent.
- Negre-argentat

Els cavalls que serien negres passen a un color xocolata o gris fosc, amb rodadures o sense. La cua i la crinera esdevenen blanques, amb algunes crins negres interpolades.
- Bru-argentat

Els cavalls bruns es modifiquen de manera semblant als negres, conservant les zones rogenques del pelatge de base.
- Castany-argentat

Les crins i la cua passen a blanques, amb algunes cerres negres. El pelatge del cos no varia. Els extrems negres de les potes es dilueixen a un color xocolata o gris fosc.
- Roig-argentat.

Els cavalls alatzans poden ser portadors de la dilució argentada però no varien el seu aspecte.
Un cavall alatzà amb crins roges tindria el mateix aspecte si, a més, fos portador de ZZ o Zz. Pot dir-se el mateix d'un cavall roig amb les crins lavades (blanques). En aquest darrer cas el pelatge s'assemblaria molt al dels cavalls negre-argentats i bru-argentats.

### Champagne
El gen champagne és el gen que provoca la dilució champagne i els pelatges diluïts champagne. Es representa per CH.
La dilució champagne actua sobre els dos pigments, negre (eumelanina) i roig (feomelanina), de manera sensiblement igual en forma homozigòtica que heterozigòtica.
L'eumelanina es dilueix fins a un color "marró clar" i la feomelanina passa a un color daurat. Els cavalls amb un al·lel dominant (CH_) neixen amb els ulls blaus que després s'enfosqueixen a una tonalitat d'ambre, verda o castanya. La pell de naixement és rosada i es torna més fosca i pigallada amb els anys. Els cavalls heterozigòtics poden ser més clars i menys pigallats de pell que els homozigòtics. Els cavalls homozigòtics recessius, amb dos al·lels ch (chch) no tenen dilució champagne.
Els al·lels champagne poden ser identificats mitjançant una prova d'ADN.
El locus champagne està ocupat pel gen SLC36A1 ("Solute carrier family 36, member 1"), que codifica la proteïnaPAT1 ("Proton-coupled amino acid transporter"). Aquesta proteïna és una de les implicades en el "transport actiu". El gen associat a la dilució crema i altres gens semblants en humans, ratolins i altres espècies també provoquen pelatges diluïts.
El polimorfisme nucleòtid simple responsable de la dilució champagne és una mutació "missense" en l'exó 2, per la qual una C és bescanviada per una G. És a dir: una threonina és reemplaçada per una arginina. Aquesta mutació fou identificada i descrita per un equip de recerca nord-americà l'any 2008.

### Pearl
El gen "pearl", que es denominarà pearl - sense cometes- per a simplificar, és un gen que provoca pelatges diluïts característics. Pelatges que poden assemblar-se als diluïts crema i champagne però que són provocats per causes diferents.
El gen pearl és recessiu. Si només hi ha un al·lel pearl (cavalls pearl heterozigòtics) no hi ha canvis exteriors en el pelatge dels cavalls portadors.
Quan hi ha dues còpies pearl el gen dilueix el pigment roig en la pell, pèls i crins i els modifica a una tonalitat semblant a la d'un albercoc.
Hi ha una prova genètica que permet verificar la presència o absència d'al·lels pearl en un cavall determinat.
Un al·lel pearl combinat amb un al·lel crema provoca efectes semblants als causats per una doble dilució crema.

### Història de la dilució pearl
La dilució pearl és, probablement, molt antiga. Però només recentment es va començar a identificar i estudiar.
En la raça American Paint Horse s'anomenava "factor Barlink". El nom derivava de l'estaló Barlink Macho Man, de pelatge clapat esquitxat de blanc. i fill de l'egua My Tontime.,
La dilució fou denominada "apricot" uns quants dies però, en comprovar-se que coïncidia amb la dilució anomenada "pearl" en els cavalls andalusos i lusitans, el nom definitiu fou establert com a pearl.

## Gens responsables d'un patró
Hi ha pelatges que segueixen un patró, els pèls dels quals es distribueixen o evolucionen de manera característica en cada cas.
Els patrons més importants són coneguts i acostumen a ser fàcils d'identificar. Els aspectes genètics associats als patrons seran explicats a continuació.

### Patró overo

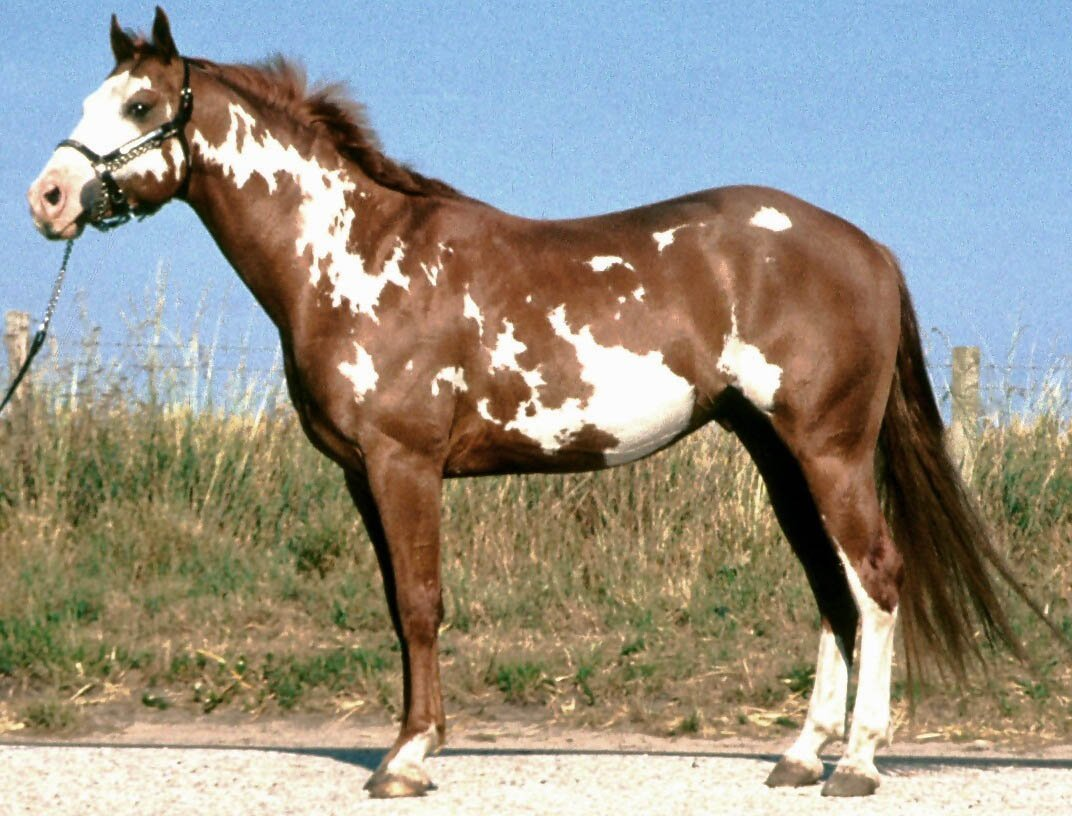
Cavall overo alatzà

El patró overo correspon a una forma de pelatge clapat, variant genèticament definida i diferent d'altres patrons tacats de blanc.
Els cavalls overos tenen l'aparença de cavalls amb pelatge bàsic o diluït amb taques blanques "afegides". Les clapes de pèls blancs neixen sobre zones de pell rosada i despigmentada.
Les taques blanques acostumen a tenir contorns irregulars ben definits i a seguir una distribució horitzontal. El cap acostuma a ser bastant blanc i la cua fosca (del color del pelatge de base). Generalment les taques blanques no s'uneixen en la zona dorsal que es manté fosca. A la zona ventral, per contra, sí que s'uneixen les taques blanques. Les potes acostumen a ser fosques amb poc blanc afegit, llevat de possibles bausans.
El gen overo es representa per la lletra O i és dominant simple.
- Els cavalls oo (en minúscula) no són overos.
- Els cavalls Oo són overos.
- Els cavalls OO no són viables per culpa de la síndrome del blanc letal.

### Patró tobiano

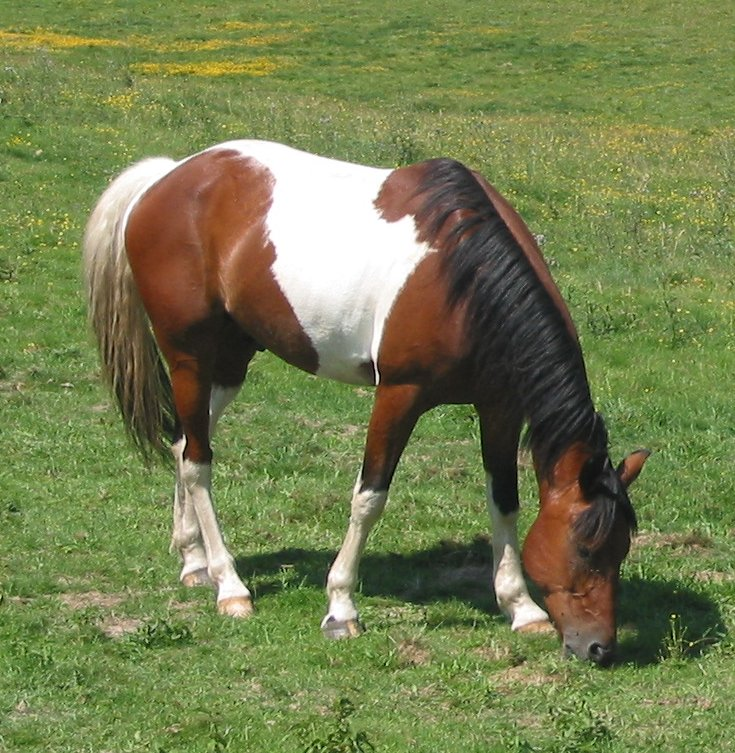
Cavall castany tobiano

El tobiano és un altre patró clapat o tacat originat per un gen determinat. Sobre qualsevol pelatge bàsic o diluït (que actua com a pelatge "de base") fa aparèixer taques blanques "afegides" o "superposades", formades per pèls blancs que creixen en àrees de pell despigmentada i rosada.
La zona ventral acostuma a ser fosca i les taques blanques no la travessen del tot. El dors sí que acostuma a tenir taques blanques. El cap és fosc, normalment (fora de marques blanques singulars). Les potes són, amb freqüència, amb molt blanc. La cua acostuma a ser blanca i fosca.
El gen tobiano és simple dominant, amb dos al·lels - To, to- i tres casos possibles :
- toto; no hi ha patró tobiano
- Toto; patró tobiano heterozigòtic
- ToTo; patró tobiano homozigòtic

El patró tobiano no està associat a cap defecte de salut. Ni amb la síndrome del blanc letal.
Hi ha proves d'ADN per a determinar la presència d'al·lels tobiano en un cavall determinat. En principi no hi havia cap prova directa i s'utilitzaven sis marcadors genètics, incloent un marcador del gen KIT en el cromosoma 3; els marcadors no permetien verificar la presència d'un o dos al·lels. L'any 2008, a partir de recerques en la Universitat de Kentucky, es va esbrinar que el gen tobiano es produïa per una inversió cromosòmica afectant la regió reguladora del gen KIT. Aquesta inversió fou mapada genèticament i alguns laboratoris estan en condicions d'oferir un assaig directe del gen tobiano (indicant la presència d'un o dos al·lels).
A part de determinar l'homozigosi, la prova és útil per a determinar al·lels tobiano en casos difícils no observables directament.

### Patró sabino
El patró sabino és un patró clapat responsable de pelatges tacats de blancs d'aparença molt variada. Com en altres patrons clapats de blanc, les taques blanques estan formades per pèls blancs que creixen sobre zones de pell rosada i despigmentada.
Hi ha sabinos amb taques blanques insignificants i d'altres gairebé blancs del tot. Els trets generals són els següents:

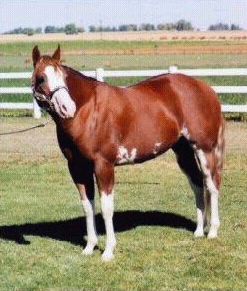
Cavall sabino alatzà. Amb les potes blanques, taques ventrals i marques facials abundoses.

- taques blanques amb les vores poc delimitades, imitant el pelatgé ruà per barreja de pèls blanc i foscos en les vores pròpiament dites
- les quatre potes són blanques des de més amunt dels genolls en avall
- taques blanques irregulars al cap, a vegades "ruanes"
- taques irregulars al cos, a vegades ruanes, especialment a la zona ventral
- els ulls poden ser foscos o blaus

Els aspectes genètics dels patrons sabinos són interessants. Sembla probable que, a més d'un gen sabino 1 (SB1), hi ha altres gens sabino per a descobrir.
El gen sabino 1 fou identificat l'any 2005 per investigadors de la Universitat de Kentucky. El gen sabino1 es troba en les races Miniature horses, American Quarter Horses, Americant paint Horses, Tennessee Walkers, Missouri Fox Trotters, Mustangs, ponies Shetland i Aztecas. El gen SB1 no es troba en cavalls àrabs, pura sang anglesos ("Thoroughbred"), Standardbred, Shire o Clydesdale. Se suposa que hi ha altres gens sabino en aquestes races que, probablement, seran anomenats "sabino 2", "sabino 3", etc.
Hi ha cavalls sabinos completament blancs però no estan associats, de cap manera, amb la síndrome de blanc letal ("letal white sindrome",LWS). Els pollins afectats per LWS neixen blancs del tot o gairebé però no són viables (per tenir el colon obstruït) i moren o han de ser sacrificats. Hi ha una prova d'ADN específica per a LSW.

### Patró esquitxat de blanc

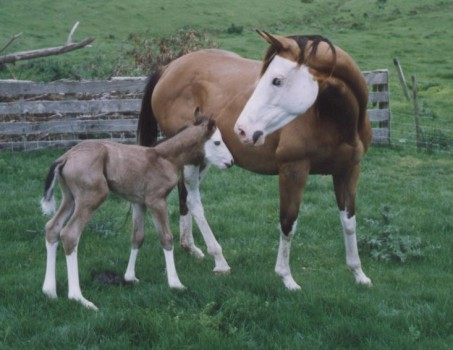
Mare i pollí de pelatge esquitxat. Vegeu el blanc dels caps, els ulls blaus i les taques fosques als llambrots.

Un quart patró clapejat és l'anomenat "Splashed white" en anglès. En català "clapat esquitxat" o "tacat esquitxat de blanc". Com en els casos anteriors hi ha cavalls esquitxats "amb molt poc blanc" i cavalls esquitxats "gairebé blancs del tot".
Les taques blanques corresponen a pèls blancs que creixen sobre zones de pell despigmentada, de color rosat.
Els mantells esquitxats acostumen a presentar-se amb molt blanc al cap i la cara, amb els ulls blaus i amb les taques concentrades en la meitat inferior del cavall (com si algú hagués pintat de blanc el cavall esquitxant-lo des de sota; o com si el cavall hagués galopat en una bassa de pintura blanca).
Les vores de les taques són netes i ben delimitades. Les potes són blanques i el cap també. La cua és blanca o fosca amb cerres blanques. La part inferior del cos és blanca i el blanc puja sovint fins a meitat del tórax per cada costat. Normalment, en els pelatges esquitxats, el blanc no arriba a la part dorsal.
El gen esquitxat ("Splashed") encara no ha estat identificat ni mapat. Les recerques semblen indicar que no pertany al grup encadenat que inclou els gens ruà i tobiano. Tampoc no sembla tenir cap relació amb el gen KIT. Sembla probable que es tracti d'un gen dominant incomplet. Els esquitxats homozigòtics tindrien l'aspecte esquitxat descrit anteriorment. Hi podria haver gens restrictius que limitarien l'expressió del gen esquitxat (limitant les taques blanques) de manera semblant i oposada als gens que incrementen el blanc en altres patrons tacats.

### Patró lleopard
Els pelatges lleopard són provocats pel gen lleopard o un complex genètic denominat amb el mateix nom, complex lleopard. Els pelatges lleopard sovint presenten taques, però la natura i distribució d'aquestes clapes són diferents de les dels pelatges clapats. Els pelatges lleopard (també anomenats tigrats, pigats, pigallats o pigarrats) tenen la pell pigada, especialment visible al musell, al voltant dels ulls i a l'engonal. Els pelatges lleopard són sensiblement simètrics (el cavall vist de costat mostra taques similars en cada banda). Els ulls parcialment blancs i els unglots amb llistes vertical fosques i clares s'associen sovint amb els pelatges lleopard. Els mantells lleopard poden variar amb el temps. El nombre de les taques, la seva mida i llur situació sobre el cos pot modificar-se amb els anys (de manera semblant a la dels gossos dàlmates).
Els pelatges lleopards s'acostumaven a classificar d'acord amb el seu aspecte exterior en patrons específics:
- lleopard (en anglès "leopard")

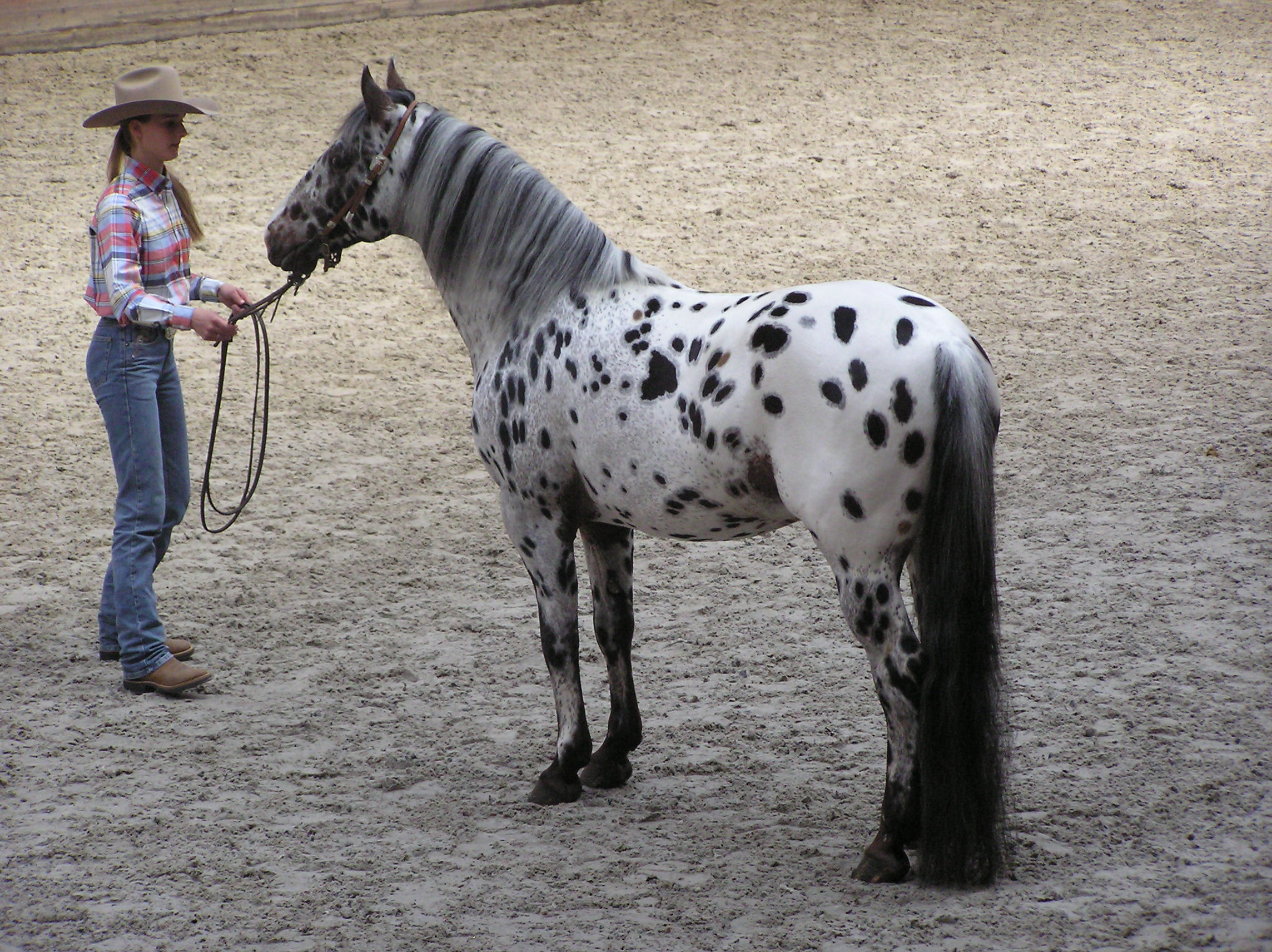
Cavall lleopard heterozigòtic.Pelatge lleopard pròpiament dit

- lleopard poc tacat (en anglès "few spot leopard")
- flocat o nevat (en anglès "snowflake")
- ruà vernissat (en anglès "varnish roan")
- gebrat" (en anglès "frost")

Els avenços en les recerques han permès una classificació més adequada, també basada en l'exterior però més d'acord amb la genètica. Hi ha dues menes de pelatges lleopard :
- els heterozigòtics
- els homozigòtics

En ambdós casos els pelatges poden variar des de gairebé el pelatge fosc de base (sense pèls blancs "afegits") fins a un pelatge gairebé blanc del tot. En percentatge de pèls blancs els pelatges seguirien la sèrie següent :
- 1% de pèls blancs: els pèls blancs comencen a aparèixer als lloms.
- 10% de pèls blancs : taques blanques sobre els lloms
- 20% de pèls blancs : gropa blanca
- 30% : gropa blanca més gran
- 50% : meitat posterior blanca
- 75% : més de mig cavall blanc, en la zona posterior
- 100% : tot el cavall blanc

En els lleopard homozigòtics hi ha taques fosques del color del pelatge de base superposades a les àrees blanques. En els lleopard homozigòtics no hi ha taques fosques damunt de les zones blanques.
El gen o complex lleopard es representa per Lp. Es tracta d'un modificador dominant autosòmic. Hi ha dos al·lels : Lp, lp.
Els tres casos possibles són:
- lplp, el cavall no és lleopard
- Lplp, lleopart heterozigòtic
- LpLp, lleopard homozigòtic

Durant alguns anys se sospitava que un únic gen era el responsable de totes les varietats lleopard.
L'any 1982 el Dr.D.Philip Sponenberg va introduir el concepte de complex lleopard i el representà per Lp (per "leopard" en anglès).
L'any 2004 un equip d'investigadors va situar el gen Lp en el cromosoma 1 (ECA1).
L'any 2008 el mateix equip va mapar el gen Lp en un gen TRPM1 (melatastina, MLSN1).).
Els mecanismes exactes de funcionament encara no es coneixen prou bé.

### Patró ruà
A partir de diferents pelatges ruans concrets, observables en cavalls reals, pot imaginar-se un patró ruà -genèric i virtual- que "afegeix" pèls blancs al cos (segons una distribució sensiblement uniforme) sense alterar -gairebé- el color del cap, de la crinera i de la cua del pelatge de base.
La proporció de pèls blancs i foscos pot variar en cada cas des d'una quantitat mínima fins a predominar de forma destacada. Els pelatges ruans mínims són gairebé com el pelatge de base (un rua-negre mínim és molt semblant a un ruà). Els mantells ruans màxims tenen el cos gairebé blanc grisenc mentre que el cap, les potes, la cua i la crinera són com en el pelatge de base.

Els fenotips ruans sobre pelatges bàsics són els següents :

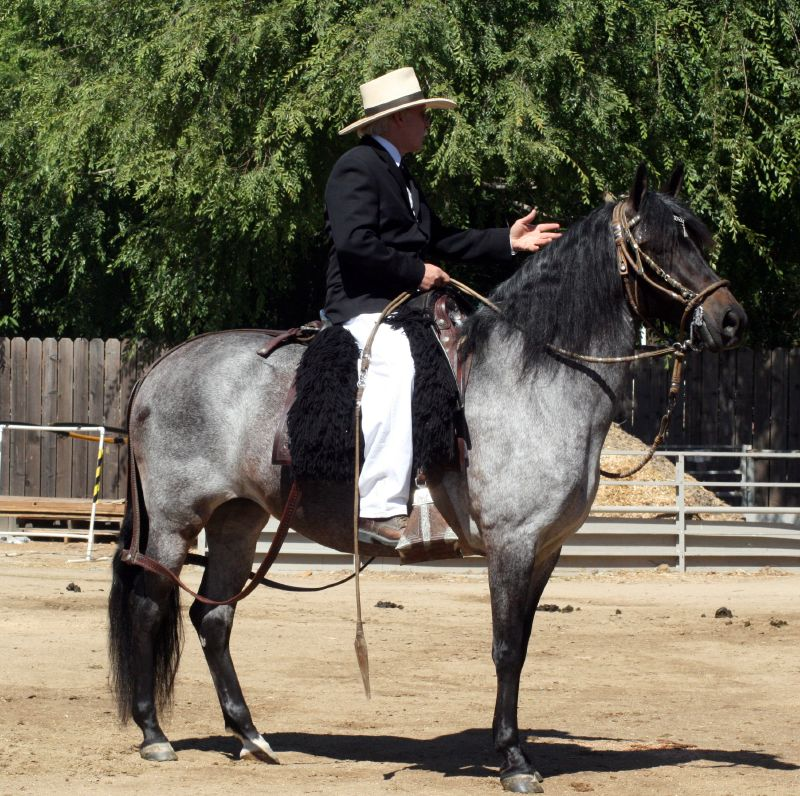
Cavall negre-ruà. En anglès "blue roan"

- Negre-ruà o ruà-negre ("ferrante" en italià, ferran en català del segle XV)
- Bru-ruà o ruà-bru
- Castany-ruà o ruà-castany ("flor de romero" en castellà, romer en català?)
- Roig-ruà o ruà-roig, ruà-alatzà,...(peixard)

Els pelatges ruans, en tenir el cap més fosc que el cos, s'han denominat amb l'expressió "cap de moro" (sense cap connotació pejorativa).
Els pelatges bàsics com a pelatges de base són els que ofereixen més contrast entre la tonalitat de base i els pèls blancs "afegits".

Com en el cas dels pelatges bàsics, el patró ruà pot associar-se amb els pelatges diluïts. El contrast del pelatge, entre els pèls blancs i els pèls diluïts és menor.
Un cas extrem és el dels pelatges quasi-blancs : negre-crem, bru-crem, castany-crem (perlí) i roig-crem (crem).
Els pèls "ruans" blancs es confonen amb els "quasi-blancs". Però, des del punt de vista de la descendència, els ruans-crem són ruans a tots els efectes.

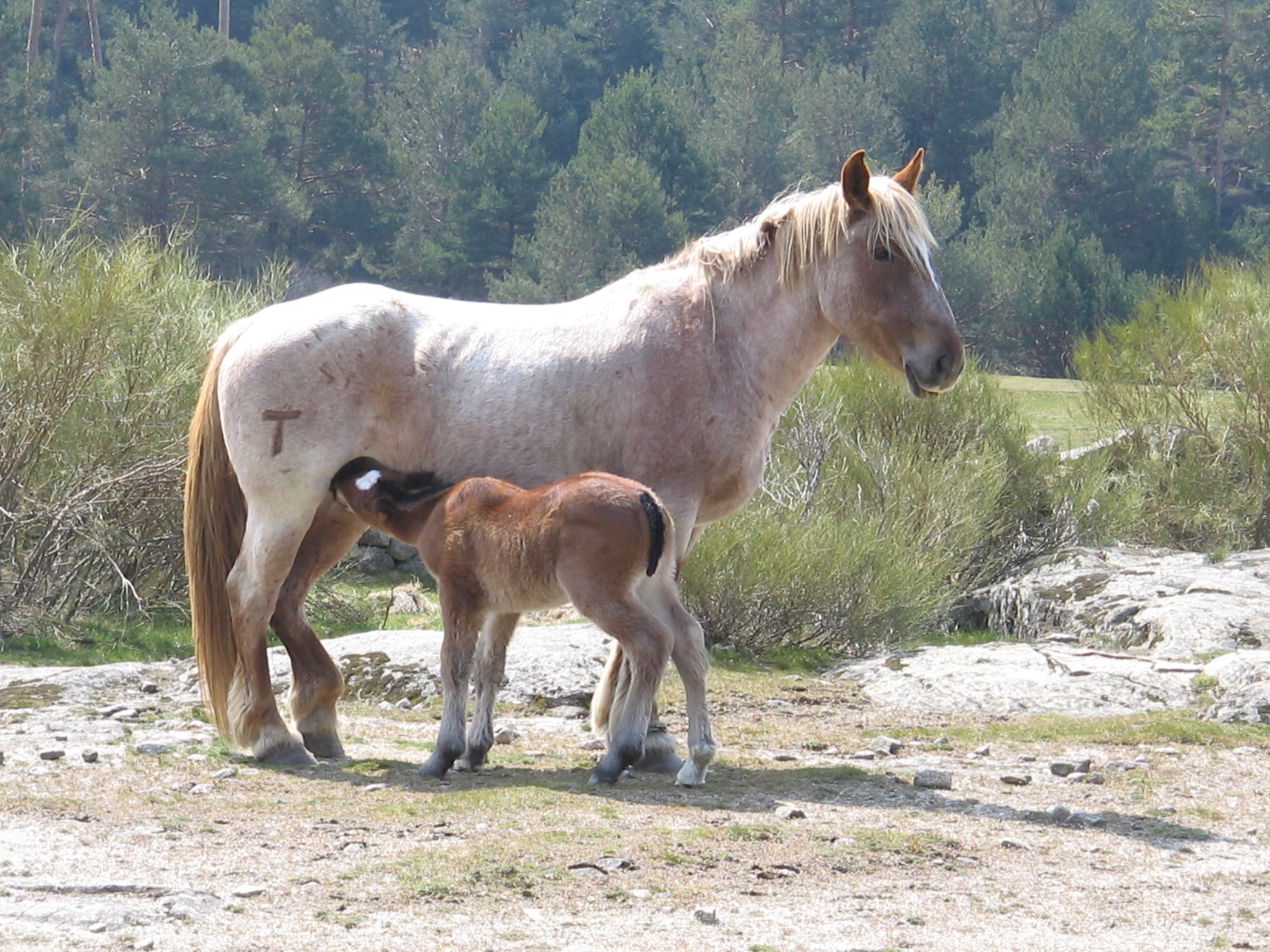
Egua roja-ruana de tonalitat molt clara. Es pot identificar pel color més fosc del cap i de les potes. La marca amb ferro roent tampoc no té cap pèl blanc.

El patró ruà és un modificador dominant simple simbolitzat per Rn (de l'anglès "roan").
Hi ha dos al·lels possibles: rn, Rn.
I tres combinacions :
- rn/rn quan el cavall no és ruà
- Rn/rn cavall ruà heterozigòtic
- Rn/Rn cavall ruà homozigòtic

La mutació responsable del patró ruà encara no ha estat identificada amb certesa. Però ha estat ubicada en el cromosoma 3 (ECA3) de la seqüència KIT.
La Universitat UCDavis de Califòrnia ofereix una prova fiable, basada en marcadors genètics, que permet verificar els al·lels ruans en cavalls de certes races.

### Patró liart
Els pelatges liarts, tords o pèl d'estornell es tornen blancs amb el temps. Si és liart, un cavall pot néixer amb qualsevol pelatge i, amb les mudes de pèl successives, esdevé canós progressivament. Aquest fenomen és degut a un patró de despigmentació que actua de forma semblant en tots els casos.
Els cavalls liarts acostumen a seguir una canescència progressiva que determina algunes fases fàcils d'identificar :
- Pelatge de naixement.

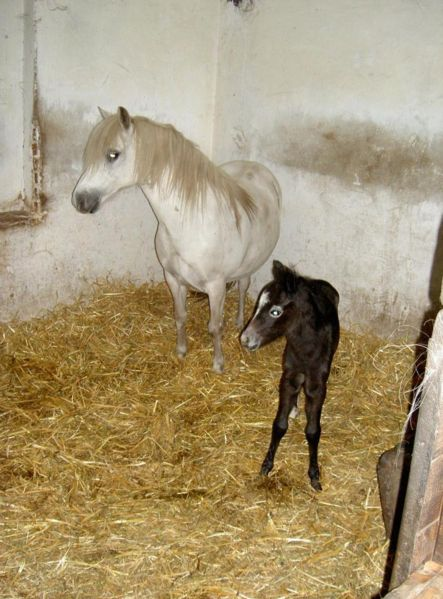
Una egua liarda amb el seu pollí. Els pèls blancs al voltant dels ulls i el musell indiquen que el pollí és liart i es tornarà blanc com la mare. Altres pollins liarts no mostren aquestes característiques tan aviat.

Els pollins liarts neixen amb el pelatge normal de base. (En casos excepcionals poden néixer en una fase canosa avançada o completament blancs). Sovint les pestanyes i el voltant dels ulls indiquen el seu caràcter de liarts presentant pèls blancs en aquestes zones.
- Liarts incipients

En la primera muda de pèl apareixen alguns pèls blancs sobre el cos. Els pèls blancs acostumen a ser més nombrosos al cap. Les crins de la cua i la crinera poden ser més blanques o més fosques que el cos.
- Liarts rodats "foscos"

En mudes successsives els pèls blancs es tornen més nombrosos i semblen agrupar-se formant petites taques blanques sobre el pelatge de fons (generalment més fosc).
En algunes fases les "taques" blanques mostren una mida relativament gran i una forma arrodonida. L'aspecte del pelatge és relativament fosc amb taques arrodonides blanques.
La denominació tradicional és la de "liarts rodats".
Les taques blanques encara no es toquen, separades per pèls foscos.
- Liarts rodats "clars"

L'augment de pèls blancs en el pelatge fa créixer la mida de les taques blanques, que s'arriben a tocar i comencen a fusionar-se. En aquesta fase hi ha predomini de pèls blancs i l'aspecte del cavall és més aviat clar.
Les parts de pèl fosc queden aïllades entre si, a vegades en forma arrodonida (rodadures fosques).
- Liarts moscats i atruitats

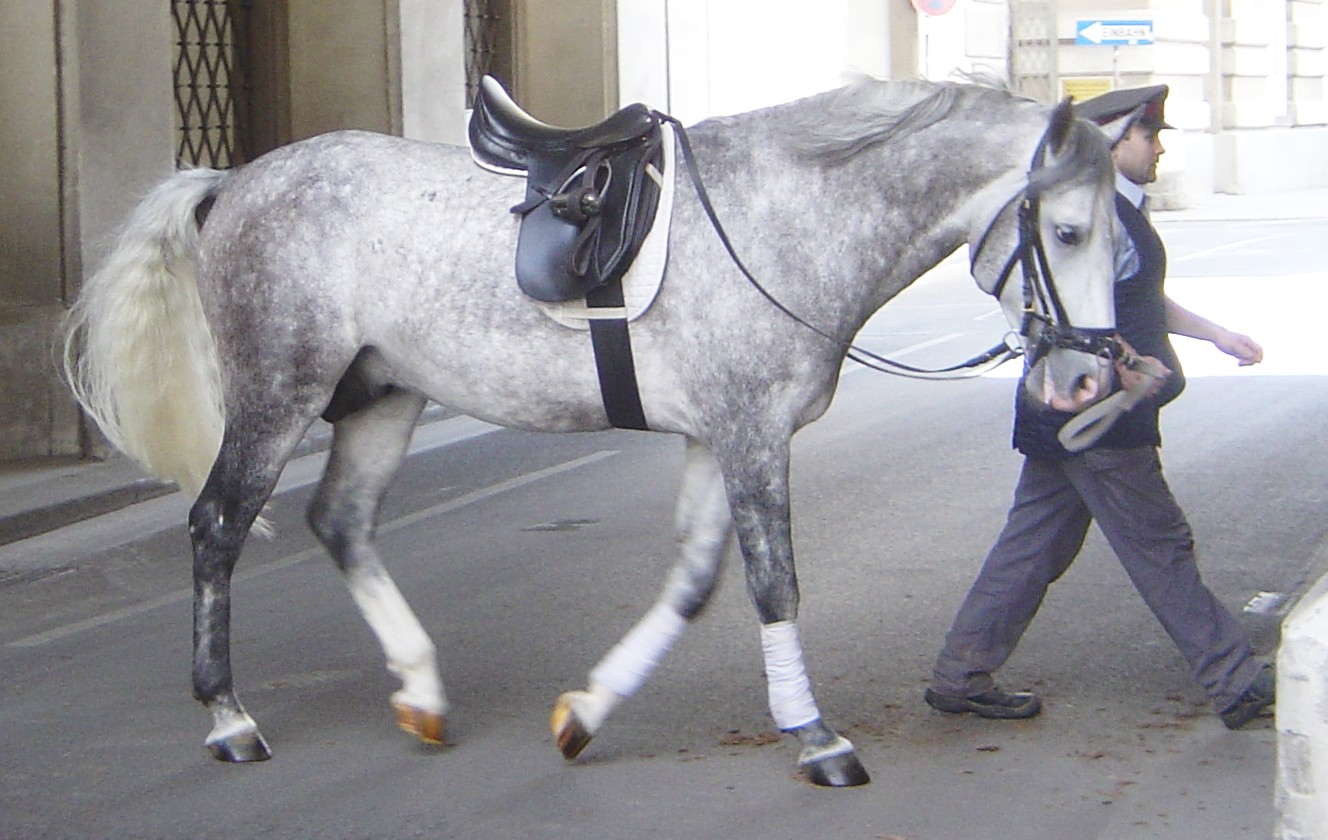
Cavall lippizzà liart clar. Els cavalls lippizzans són negres o castanys amb el gen liart. Abans dels 10 anys es tornen blancs del tot.

Un cop més l'augment de pèls blancs determina la disminució dels pèls foscos fins que només romanen petites taques fosques. És la fase dels liarts moscats (si el pelatge de base és negre o bru) i dels liarts atruitats (si el pelatge de base és castany o alatzà).
- Liarts canosos o blancs

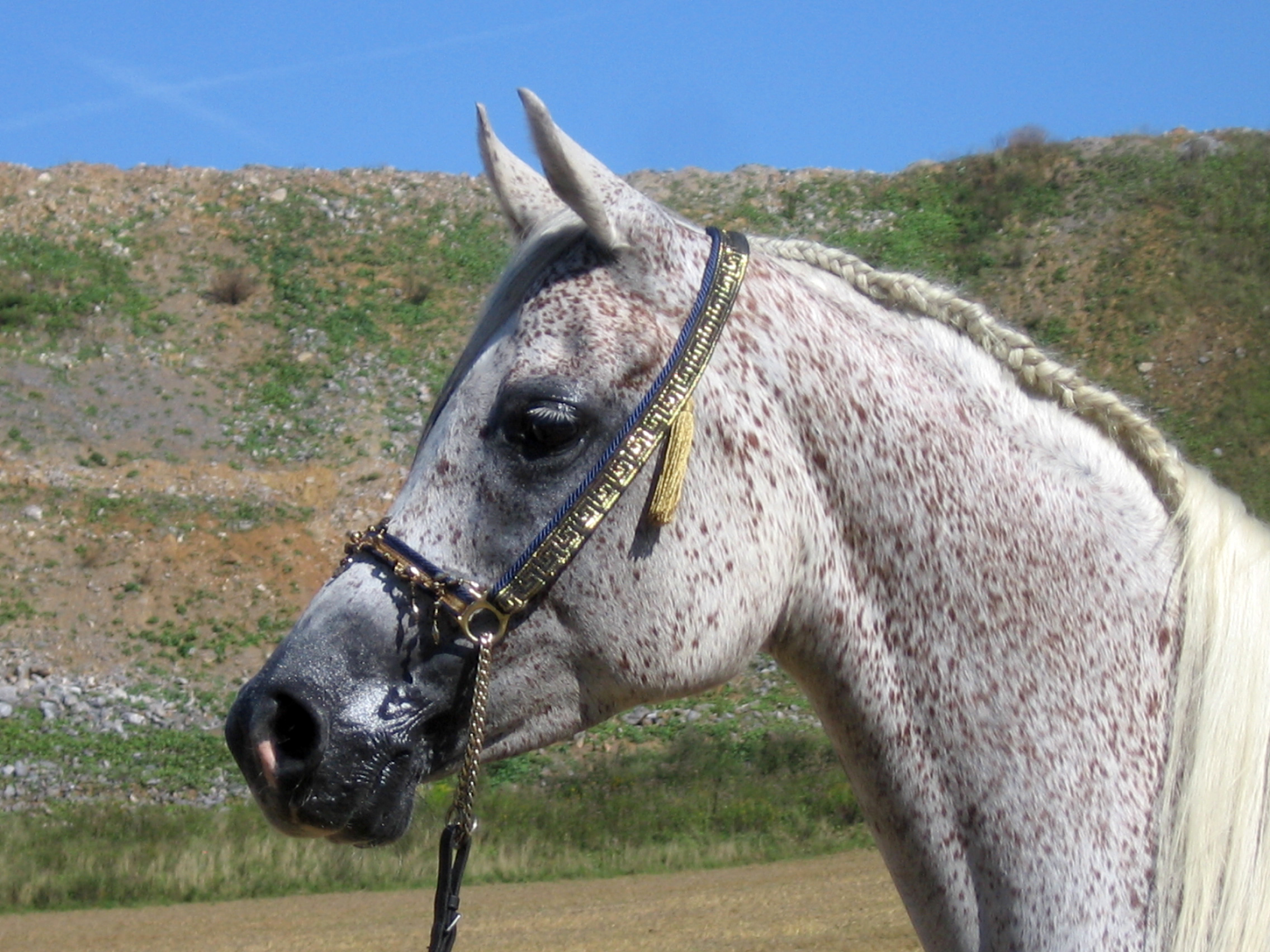
Egua de pura raça àrab amb pelatge liart atruitat.

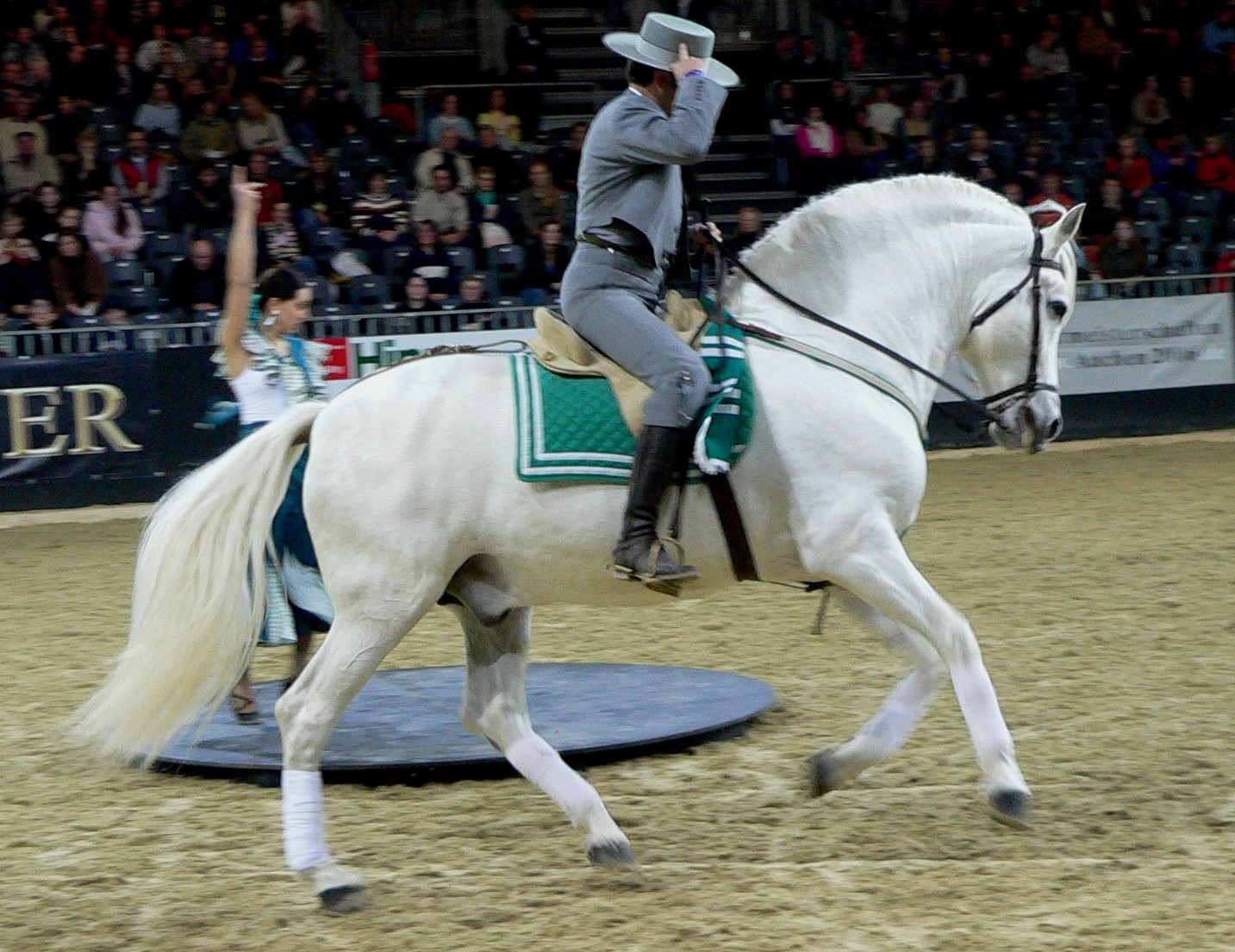
Cavall andalús liart-canós o liart-blanc. La pell no ha canviat de color i es manté negra

La fase final dels cavalls liarts suposa que tot el pelatge, cua i crinera s'han tornat blanc del tot.
La pell i els ulls dels cavalls liarts no canvien de color ni perden pigment. Fins i tot quan són blancs del tot.
Algunes races de cavalls acostumen a tenir molt marcades les fases en que mostren rodadures. Per exemple les andalusos i lusitans.
Altres races com l'àrab acostumen a passar directament a la fase moscada o truïtada.
També hi ha casos de regressió. De cavalls canosos que tornen a mostrar zones pigmentades.

El gen liart és un gen autosòmic dominant ubicat al cromosoma 25. S'acostuma a representar amb la lletra G (de l'anglès "grey" o "gray").
Els al·lels són dos : G, g.
Hi ha tres combinacions :
- gg; el cavall no és liart
- Gg; el cavall és liart heterozigòtic
- GG; el cavall és liart homozigòtic

Actualment hi ha una prova genètica que permet verificar els al·lels liarts de cada cavall.
L'any 2008, un equip d'investigadors de la Universitat d'Uppsala (Suècia) va identificar la mutació responsable de la canescència dels cavalls liarts. L'estudi va revelar que els cavalls liarts procedeixen d'un antecessor comú que visqué fa milers d'anys.

El 75% dels cavalls liarts amb més de quinze anys desenvolupen melanomes benignes.
En alguns casos els melanomes benignes poden transformar-se en malignes.
Els avenços genètics permetran millorar el coneixement d'aquest problema.

### Patró rabicano

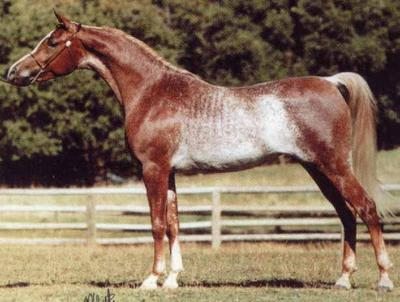
Cavall de pura raça àrab de pelatge alatzà-rabicano. (Imatge per cortesia d'Amentaah Egyptian Arabians).

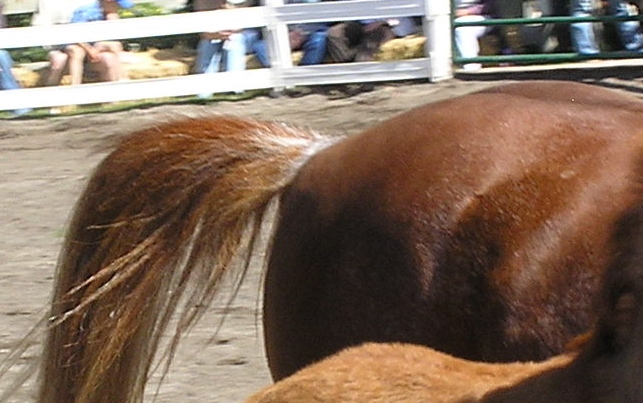
Cua d'un cavall alatzà-rabicano mostrant els pèls blancs ordenats al voltant de la base de la cua (en anglès "coon tail" o "skunk tail")

Els pelatges rabicano o rubican segueixen un patró característic. Sobre qualsevol pelatge de base mostren una certa quantitat de pèls blancs "afegits" i, molt sovint, tenen blanca la base de la cua.
En documents antics catalans s'esmenten cavalls amb la "cua cana".
Com a nom de cavall, Rabicano apareix en l'obra "Orlando innamorato" l'any 1495. Un cavall "morcillo rabicano" s'esmenta en l"Araucana d'Alonso de Ercilla.
Els cavalls rabicano poden presentar-se en diversos graus d'intensitat considerant les quantitat de pèls blancs "afegits" al pelatge de base.
En els casos mínims els pèls blancs són escassos i en la base de la cua gairebé no es pot observar gens de blanc.
En els pelatges de màxima expressió la quantitat de pèls blancs és considerable i la base blanca de la cua molt destacada.
Els pèls blans són més nombrosos als flancs i a la panxa. També en el cap (a diferència dels pelatges ruans) hi pot haver pèls blancs "afegits".
Hi ha experts que opinen que els pèls blancs neixen en petites àrees despigmentades de la pell.
Se suposa que el gen rabicano és un gen dominant.

## Ampliació sobre el gen agutí
Per a explicar de manera senzilla els pelatges bàsics n'hi ha prou considerant 3 al·lels agutí : 
- el normal A, que causa els pelatges castanys
- el que provoca els pelatges bruns : At
- el que no actua sobre el pigment negre, i provoca els pelatges negres : a

Segons la teoria de la genetista australiana Jeanette Gower, hi hauria 4 al·lels agutí que, ordenats per dominància (de més a menys), són els següents:
- AA
- A+
- At
- Aa

En un cavall determinat en el locus agutí hi ha dos al·lels. Les possibilitats segons J.Gower serien les que indica la taula o quadre següent : 
| locus A |      |     |      |      |
| X       | A+   | A   | At   | Aa   |
| A+      | A+A+ | A+A | A+At | A+Aa |
| A       | A+A  | A   | At   | Aa   |
| At      | A+At | At  | AtAt | AtAa |
| Aa      | A+Aa | Aa  | AtAa | AaAa |

Eliminant les repeticions les parelles possibles són 10.
Els cavalls E_ amb dos al·lels Aa serien negres.
Els cavalls E_ amb un al·lel At serien bruns.
Els cavalls E_ amb un al·lel AA serien castanys.
Els cavalls ee serien alatzans.